# Hohenzieritz
Hohenzieritz (pol. hist. Żyrzyce) – gmina w Niemczech, w kraju związkowym Meklemburgia-Pomorze Przednie, w powiecie Mecklenburgische Seenplatte, wchodzi w skład  Związku Gmin Neustrelitz-Land.
W skład gminy wchodzą dwie dzielnice: Prillwitz oraz Zippelow.
Znajduje się tutaj XVIII-wieczny zamek, w którym zmarła królowa Prus Luiza Meklemburg-Strelitz.